# Mudança de quantificadores
Uma mudança de quantificadores é uma falácia lógica em que os quantificadores de uma afirmação são transpostos erroneamente. A mudança na natureza lógica da afirmação pode não ser óbvia quando é feita em uma linguagem natural como o português.

## Definição
A dedução falaciosa é que: Para todo A, existe um B, tal que C. Portanto, existe um B, tal que para cada A, C.
{\displaystyle \forall x\,\exists y\,Rxy\vdash \exists y\,\forall x\,Rxy}
No entanto, uma mudança inversa: 
{\displaystyle \exists y\,\forall x\,Rxy\vdash \forall x\,\exists y\,Rxy}
é logicamente válida.

## Exemplos
1. Toda pessoa tem uma mulher que é sua mãe. Portanto, existe uma mulher que é mãe de todas as pessoas.
{\displaystyle \forall x\exists y(Px\Rightarrow (My\land {\tilde {M}}(yx)))\vdash \exists y\forall x(Px\Rightarrow (My\land {\tilde {M}}(yx)))}
É falacioso concluir que existe uma mulher que é a mãe de todas as pessoas. No entanto, se a premissa principal ("toda pessoa tem uma mulher que é sua mãe") é assumida como verdadeira, então é válido concluir que existe alguma mulher que é a mãe de qualquer pessoa dada.
2. Todos têm algo em que acreditar. Portanto, há algo em que todos acreditam.
{\displaystyle \forall x\exists y(Axy)\vdash \exists y\forall x(Axy)}
É falacioso concluir que existe algum conceito particular que todos acreditam. É válido concluir que cada pessoa acredita em determinado conceito. Mas é perfeitamente possível que cada pessoa acredite em um conceito único.
3. Toda número natural {\displaystyle n} tem um sucessor {\displaystyle m=n+1}, o menor de todos os números naturais maiores que {\displaystyle n}. Portanto, existe um número natural {\displaystyle m} que é o sucessor de todos os números naturais.
{\displaystyle \forall n\exists m(Snm)\vdash \exists m\forall n(Snm)}
É falacioso concluir que existe um único número natural que é o sucessor de todo número natural.